# خوزه آنتونیو کارو (بازیکن فوتبال، زاده ۱۹۹۳)
خوزه آنتونیو کارو (انگلیسی: José Antonio Caro؛ زادهٔ ۸ مارس ۱۹۹۳) بازیکن فوتبال اهل اسپانیا است.
از باشگاه‌هایی که در آن بازی کرده‌است می‌توان به باشگاه فوتبال الچه و باشگاه فوتبال رئال بتیس اشاره کرد.